# Delfin Quishpe
Delfin Quishpe (né le 4 décembre 1977) est un chanteur-compositeur équatorien d'origine kichwa. Dans un style qui paraît souvent comique, il interprète des chansons du « techno-folklore andin ». Sa popularité provient essentiellement du buzz autour de sa vidéo Las torres gemelas (Les tours jumelles), chanson dans laquelle il s'imagine une fiancée fictive perdant la vie lors des attentats du 11 septembre 2001 contre les deux tours du World Trade Center.

## Biographie
Delfin Quishpe est le cadet de sa famille, d'où son prénom « el del fin » (« celui de la fin »). Il a grandi dans le village de San Antonio près de Guamote et de Chunchi, dans la province du Chimborazo. Il  chante depuis son plus jeune âge mais l'industrie musicale locale ne lui permet de lancer sa carrière directement. Après avoir été commerçant ambulant plusieurs années, il parvient à lancer sa carrière de chanteur professionnel grâce au tube Les tours jumelles. Au 5 mai 2010, cette vidéo a été vue plus de 5 millions de fois.

## Discographie
Delfin a enregistré son second album El gallito (Le petit coq) en 2003.

## Tubes
Las torres gemelas
La chanson Les tours jumelles imagine la journée de Delfin le 11 septembre 2001 lorsqu'il apprend simultanément le terrible attentat sur le sol américain et la disparition de sa fiancée prisonnière des tours. Il soulève alors des questionnements cruciaux sur les origines de l'évènement : « Quien lo hizo? Y por qué lo hizo? » (« Qui a fait ça? Et pourquoi l'a-t-il fait? »).
Le succès de cette vidéo est dû à son aspect éminemment kitch entre une musique répétitive, une voix dissonante et une réalisation vidéo improbable.
En tus tierras bailaré
Cette chanson co-interprétée par le Delfin, la Tigresa del Oriente et Wendy Sulca est un hommage unilatéral à Israël, pays magnifique où les gens tombent amoureux. La signification de cette chanson est difficile à trouver car les paroles restent à ce jour impénétrables.